# Chorizopes orientalis
Chorizopes orientalis là một loài nhện trong họ Araneidae.
Loài này thuộc chi Chorizopes. Chorizopes orientalis được Eugène Simon miêu tả năm 1909.